# Cepora wui
Cepora wui é uma borboleta da família Pieridae. Ela pode ser encontrada na China (mais especificamente em Yunnan).<